# Jonathan Biabiany
Jonathan Ludovic Biabiany (Párizs, 1988. április 25. –) guadeloupe-i származású francia labdarúgó, jelenleg a spanyol Antequera csapatának játékosa.

## Pályafutása

### Klubcsapatokban
A guadeloupe-i származású Biabiany egy helyi klubnál, a Párizs északkeleti elővárosában található Le Blanc-Mesnilben kezdte pályafutását, majd 2004 júliusában szerződtette az olasz Internazionale, eredetileg Jonathan Begora néven.

#### Internazionale
Sebastián Ribasszal együtt debütált az Interben az Empoli elleni Olasz Kupa-mérkőzésen 2007 januárjában. Ez volt az egyetlen szereplése abban a szezonban.

#### Kölcsönben a ChievoVeronában
2007 augusztusában kölcsönadták a ChievoVeronának, de nem játszott az első csapatban. Ehelyett a klub U19-es csapatában szerepelt, és 2008 januárjáig mindössze két alkalommal ült a Chievo felnőttcsapatának kispadján, de egyik alkalommal sem lépett pályára.

#### Kölcsönben a Modenában
2008 januárjában kölcsönbe került a Modenához, ahol 2008 júliusában egy újabb szezonra meghosszabbították a kölcsönszerződését. Azonnal kezdő lett a Modena csapatában, a 2007–08-as szezon második felében 15 alkalommal lépett pályára, és a bajnokság 41. fordulójában az Ascoli ellen megszerezte felnőtt pályafutása első gólját. A következő szezonban is kirobbanó formában volt a Modenában, 40 mérkőzésen nyolc gólt szerzett és nyolc gólpasszt osztott ki.

#### Parma
2009 júliusában kölcsönbe került a nemrég Serie A-ba feljutó Parmához. A francia U21-es válogatott mérkőzései után kisebb sérülések miatt egészen november végéig nem játszott újra a Parma színeiben. Duplázott a bajnokság 15. fordulójában a Genoa elleni 2–2-es döntetlen alkalmával, ami az első két Serie A-gólja volt.
2010. február 1-jén a Parma megszerezte Biabiany játékjogának felét, egy olyan üzlet részeként, amely McDonald Marigát az Interhez küldte. Az Inter később nyilvánosságra hozta, hogy Biabiany értékét akkoriban 5 millió euróra becsülték, így a Parma 2,5 millió eurót fizetett a játékjog feléért. A szezont 30 mérkőzésen hat góllal és három gólpasszal fejezte be.

#### Visszatérés az Interhez
2010 júniusában az Inter egyenként 4,2 millió euróért véglegesen megvásárolta Biabianyt és Marigát. Az üzlet értelmében az Inter összesen 10,9 millió eurót fizetett készpénzben, valamint megállapodtak Biabiany külön kölcsönéről a Parma számára Mariga szerződtetéséért cserébe.
2010. július 13-án az Inter hivatalosan is bemutatta a médiának, ahol Biabiany kijelentette, hogy „öröm újra itthon lenni”. Emellett a 2010–11-es Bajnokok Ligája szezonra a négy saját nevelésű játékos egyikeként regisztrálták.
2010. december 18-án szerezte első gólját az Inter színeiben a 2010-es FIFA-klubvilágbajnokság döntőjében a TP Mazembe ellen, Dejan Stanković gólpasszát követően. 2010 november 28-án három asszisztot jegyzett, amikor a nerazzurri a 14. fordulóban 5–2-re legyőzte a Parmát.

#### Sampdoria
2011. január 28-án megerősítették, hogy a Sampdoriához igazol annak az üzletnek a részeként, amely során Giampaolo Pazzini 19 millió euróért az Interhez került. Biabiany értékét akkoriban 7 millió euróra taksálták, így az Internek csak 12 millió eurót kellett készpénzben fizetnie. A Sampdoriánál töltött időszakban nehézségekkel küzdött, csapatával az idény végén kiesett, és 16 mérkőzésen egy gólt és három gólpasszt jegyzett.

#### Másodjára a Parmánál
2011. június 24-én egy szezonra kölcsönbe került a Parmához. A 2011–12-es idényben minden bajnoki mérkőzésen szerepelt, majd 2012 nyarán 2,5 millió euróért kivásárolták a szerződéséből és három évre aláírt a Parmához.
2014. február 2-án 2018. június 30-ig meghosszabbította szerződését. 2014. június 20-án a Parma további 1 millió euróért végleg megszerezte Biabianyt.
A 2013–14-es szezon után Biabiany a 2014-es nyári átigazolási időszak utolsó napján a Milanhoz szerződött volna. Már a klub székháza előtt pózolt egy fotó erejéig Milan sállal, később azonban az orvosi vizsgálaton nem ment át, mert a milánói orvosi stáb szívproblémát fedezett fel nála. Az alaposabb vizsgálatok után az orvosok megállapították, hogy a francia játékosnak szabálytalan a szívverése, ezért ki kell hagynia a szezon első felét, hogy kezeljék az állapotát. 2015 februárjában tért vissza az edzésekre. 2015. április 11-én közös megegyezéssel felbontotta szerződését a Parmával. A Parma a szezon közepén csődöt jelentett.

#### Harmadik alkalommal az Internél
2015. július 10-én szabadon igazolhatóként visszatért az Interhez, és négyéves szerződést írt alá. 2015. szeptember 24-én a Hellas Verona ellen tért vissza a pályára egy év kihagyás után. A második félidő 62. percében cserélték be Geoffrey Kondogbia helyére.
Első bajnoki gólját a Frosinone elleni 4–0-s győzelem alkalmával szerezte a klub színeiben, amellyel kétpontos előnyhöz juttatta az Intert a bajnoki tabella élén.

#### Kölcsönben a Sparta Prahánál
2017. augusztus 7-én kölcsönbe került a Sparta Praha csapatához.

#### Harmadjára a Parmánál
2018. augusztus 7-én egyéves szerződést írt alá a Parmával.

#### Trapani
2019. november 8-án egyéves szerződést írt alá a Serie B-ben szereplő Trapani csapatával.

#### San Fernando
2020. augusztus 13-án csatlakozott a spanyol harmadosztályú San Fernandohoz.

#### Antequera
2024. július 30-án egyéves szerződést írt alá az Antequera csapatával.

### A válogatottban
A francia U21-es válogatott tagjaként négy mérkőzésen szerepelt a csapat sikeres 2009-es U21-es Európa-bajnoki selejtezősorozatában.

## Statisztika

### Klubcsapatokban
2024. november 4-i állapot szerint.
| Klub                      | Szezon           | Bajnokság          | Bajnokság | Bajnokság | Kupa  | Kupa  | Nemzetközi | Nemzetközi | Összes | Összes |
| Klub                      | Szezon           | Liga               | Mérk.     | Gólok     | Mérk. | Gólok | Mérk.      | Gólok      | Mérk.  | Gólok  |
| ------------------------- | ---------------- | ------------------ | --------- | --------- | ----- | ----- | ---------- | ---------- | ------ | ------ |
| Internazionale            | 2006–07          | Serie A            | 0         | 0         | 1     | 0     | 0          | 0          | 1      | 0      |
| Internazionale            | Összesen         | Összesen           | 0         | 0         | 1     | 0     | 0          | 0          | 1      | 0      |
| ChievoVerona (kölcsönben) | 2007–08          | Serie B            | 0         | 0         | 0     | 0     | —          | —          | 0      | 0      |
| ChievoVerona (kölcsönben) | Összesen         | Összesen           | 0         | 0         | 0     | 0     | —          | —          | 0      | 0      |
| Modena (kölcsönben)       | 2007–08          | Serie B            | 15        | 1         | —     | —     | —          | —          | 15     | 1      |
| Modena (kölcsönben)       | 2008–09          | Serie B            | 38        | 8         | 2     | 0     | —          | —          | 40     | 8      |
| Modena (kölcsönben)       | Összesen         | Összesen           | 53        | 9         | 2     | 0     | —          | —          | 55     | 9      |
| Parma (kölcsönben)        | 2009–10          | Serie A            | 29        | 6         | 1     | 0     | —          | —          | 30     | 6      |
| Parma (kölcsönben)        | Összesen         | Összesen           | 29        | 6         | 1     | 0     | —          | —          | 30     | 6      |
| Internazionale            | 2010–11          | Serie A            | 14        | 0         | 1     | 0     | 6          | 1          | 21     | 1      |
| Internazionale            | Összesen         | Összesen           | 14        | 0         | 1     | 0     | 6          | 1          | 21     | 1      |
| Sampdoria                 | 2010–11          | Serie A            | 16        | 1         | 0     | 0     | —          | —          | 16     | 1      |
| Sampdoria                 | Összesen         | Összesen           | 16        | 1         | 0     | 0     | —          | —          | 16     | 1      |
| Parma                     | 2011–12          | Serie A            | 38        | 6         | 0     | 0     | —          | —          | 38     | 6      |
| Parma                     | 2012–13          | Serie A            | 33        | 2         | 1     | 0     | —          | —          | 34     | 2      |
| Parma                     | 2013–14          | Serie A            | 36        | 6         | 2     | 1     | —          | —          | 38     | 7      |
| Parma                     | 2014–15          | Serie A            | 1         | 0         | 0     | 0     | —          | —          | 1      | 0      |
| Parma                     | Összesen         | Összesen           | 108       | 14        | 3     | 1     | —          | —          | 111    | 15     |
| Internazionale            | 2015–16          | Serie A            | 20        | 1         | 4     | 0     | —          | —          | 24     | 1      |
| Internazionale            | 2016–17          | Serie A            | 1         | 0         | 0     | 0     | 3          | 0          | 4      | 0      |
| Internazionale            | Összesen         | Összesen           | 21        | 1         | 4     | 0     | 3          | 0          | 28     | 1      |
| Sparta Praha              | 2017–18          | Synot liga         | 15        | 0         | 1     | 0     | 0          | 0          | 16     | 0      |
| Sparta Praha              | Összesen         | Összesen           | 15        | 0         | 1     | 0     | —          | —          | 16     | 0      |
| Parma                     | 2018–19          | Serie A            | 18        | 0         | 1     | 0     | —          | —          | 19     | 0      |
| Parma                     | Összesen         | Összesen           | 18        | 0         | 1     | 0     | —          | —          | 19     | 0      |
| Trapani                   | 2019–20          | Serie B            | 12        | 0         | 0     | 0     | —          | —          | 12     | 0      |
| Trapani                   | Összesen         | Összesen           | 12        | 0         | 0     | 0     | —          | —          | 12     | 0      |
| San Fernando              | 2020–21          | Primera Federación | 21        | 4         | 0     | 0     | —          | —          | 21     | 4      |
| San Fernando              | 2021–22          | Primera Federación | 33        | 7         | 1     | 0     | —          | —          | 34     | 7      |
| San Fernando              | 2022–23          | Primera Federación | 34        | 7         | 0     | 0     | —          | —          | 34     | 7      |
| San Fernando              | 2023–24          | Primera Federación | 34        | 5         | 0     | 0     | —          | —          | 34     | 5      |
| San Fernando              | Összesen         | Összesen           | 122       | 23        | 1     | 0     | —          | —          | 123    | 23     |
| Antequera                 | 2024–25          | Primera Federación | 10        | 1         | 0     | 0     | —          | —          | 10     | 1      |
| Antequera                 | Összesen         | Összesen           | 10        | 1         | 0     | 0     | —          | —          | 10     | 1      |
| Karrier összesen          | Karrier összesen | Karrier összesen   | 418       | 55        | 15    | 1     | 9          | 1          | 442    | 57     |

Jegyzetek
1. ↑  Mérkőzése(i) a Bajnokok Ligájában: (öt mérkőzés) és a FIFA-klubvilágbajnokságon (egy mérkőzés)
2. ↑  Mérkőzése(i) az Európa Ligában

### A válogatottban
2024. november 4-i állapot szerint.
| Franciaország U21 | Franciaország U21 | Franciaország U21 |
| Év                | Mérk.             | Gólok             |
| ----------------- | ----------------- | ----------------- |
| 2009              | 1                 | 0                 |
| 2010              | 4                 | 1                 |
| Összesen          | 5                 | 1                 |

#### Mérkőzései a francia U21-es válogatottban
| #  | Dátum               | Ellenfél      | Eredmény | Kiírás              | Esemény |
| -- | ------------------- | ------------- | -------- | ------------------- | ------- |
| 1. | 2009. október 9.    | Málta U21     | 2 – 0    | U21-es Eb-selejtező | 40'     |
| 2. | 2010. május 20.     | Argentína U20 | 3 – 3    | Barátságos mérkőzés | 44' 85' |
| 3. | 2010. augusztus 11. | Belgium U21   | 0 – 1    | U21-es Eb-selejtező | 31' 63' |
| 4. | 2010. szeptember 3. | Ukrajna U21   | 2 – 2    | U21-es Eb-selejtező | 62'     |
| 5. | 2010. szeptember 7. | Málta U21     | 2 – 0    | U21-es Eb-selejtező | 57'     |

## Sikerei, díjai
Internazionale
- Olasz kupagyőztes: 2010–11
- Olasz szuperkupa-győztes: 2011[37]
- FIFA-klubvilágbajnoki győztes: 2010[38]

## Fordítás
- Ez a szócikk részben vagy egészben  a   Jonathan Biabiany című angol Wikipédia-szócikk fordításán alapul.  Az eredeti cikk szerkesztőit annak laptörténete sorolja fel. Ez a jelzés csupán a megfogalmazás eredetét és a szerzői jogokat jelzi, nem szolgál a cikkben szereplő információk forrásmegjelöléseként.